# لنز سیگما ۳۰میلی‌متر اف/۱٫۴ ئی‌ایکس دی‌سی اچ‌اس‌ام
لنز سیگما ۳۰میلی‌متر اف/۱٫۴ ئی‌ایکس دی‌سی اچ‌اس‌ام (به انگلیسی: Sigma 30mm f/1.4 EX DC HSM lens) نام لنز دوربین عکاسی از نوع ثابت است که توسط شرکت سیگما تولید می‌شود. فاصلهٔ کانونی این لنز ۳۰ میلی‌متر، دیافراگم آن دارای ۸ تیغه و ضریب اف آن اف ۱٫۴ تا اف ۱۶ است. 